# Copa FFTL de 2020
A Taça ou Copa FFTL de 2020 foi a primeira edição deste torneio de futebol timorense. Foi organizada pela Federação de Futebol de Timor-Leste (FFTL) e contou com 20 times participantes.
A competição foi idealizada devido ao cancelamento da edição de 2020 da liga nacional, por conta da pandemia de COVID-19, sendo um torneio de curta duração e poucas partidas por equipe.

## Formato
O torneio utilizou o sistema de grupos e de eliminatórias a uma mão, iniciando-se pela primeira fase com 4 grupos de 5 equipes cada. Foi disputado por clubes da Primeira e Segunda Divisão da então Liga Futebol Amadora (atual Liga Futebol Timor-Leste). Todas as partidas foram realizadas no Estádio Municipal de Díli, exceto as quartas de final.
O sorteio dos jogos do torneio foi realizado no mês de agosto. A primeira partida foi disputada em 20 de agosto, entre as equipas do Lalenok United (campeã nacional de 2019) e do Assalam.

## Participantes
Os seguintes times classificaram-se para a competição:
| Primera Divisão os 8 times da temporada 2020-21                                                                       | Segunda Divisão os 12 times da temporada 2020-21 |
| - Aitana (↑) - Assalam - Boavista FC - DIT FC (↑) - Karketu Dili F.C. - Lalenok United (C) - Ponta Leste - SL Benfica | - Académica (↓) - Atlético Ultramar (↓) - Emmanuel FC (↑) - FIEL - Kablaki - Lica-Lica Lemorai - Marca (↑) - FC Nagardjo - Porto Taibesse - Santa Cruz F.C. - Sporting Clube - Zebra |

## Primeira Fase
A tabela de partidas da competição e o sorteio oficial dos grupos da primeira fase foram divulgados em 14 de agosto de 2020 pela FFTL. Os dois primeiros colocados de cada grupo avançaram para a fase final (mata-mata) do torneio.
Grupo A
| # | Equipa         | J | V | E | D | GP | GC | SG  | Pts | Classificação |
| - | -------------- | - | - | - | - | -- | -- | --- | --- | ------------- |
| 1 | Lalenok United | 4 | 4 | 0 | 0 | 13 | 1  | +12 | 12  | Classificados |
| 2 | Assalam        | 4 | 3 | 0 | 1 | 10 | 5  | +5  | 9   | Classificados |
| 3 | DIT            | 4 | 2 | 0 | 2 | 7  | 5  | +2  | 6   | Eliminados    |
| 4 | Zebra          | 4 | 1 | 0 | 3 | 7  | 15 | −8  | 3   | Eliminados    |
| 5 | Santa Cruz     | 4 | 0 | 0 | 4 | 2  | 13 | −11 | 0   | Eliminados    |

Fonte: [carece de fontes?]
Regras para classificação: 1º pontos; 2º saldo de gols; 3º gols pró.
(C) = Campeão; (R) = Rebaixado; (P) = Promovido; (O) = Vencedor do play-off; (A) = Classificado para a próxima fase. 
Somente aplicável se a temporada não tiver terminado: 
(Q) = Classificado para a fase do torneio indicada; (TQ) = Classificado para o torneio, mas não para a fase indicada; (DQ) = Desclassificado do torneio.

Grupo B
| # | Equipa            | J | V | E | D | GP | GC | SG  | Pts | Classificação |
| - | ----------------- | - | - | - | - | -- | -- | --- | --- | ------------- |
| 1 | Ponta Leste       | 4 | 4 | 0 | 0 | 17 | 2  | +15 | 12  | Classificados |
| 2 | Marca             | 4 | 2 | 0 | 2 | 5  | 11 | −6  | 6   | Classificados |
| 3 | Nagarjo           | 4 | 1 | 1 | 2 | 6  | 6  | 0   | 4   | Eliminados    |
| 4 | Atlético Ultramar | 4 | 1 | 1 | 2 | 5  | 9  | −4  | 4   | Eliminados    |
| 5 | FIEL              | 4 | 1 | 0 | 3 | 5  | 10 | −5  | 3   | Eliminados    |

Fonte: [carece de fontes?]
Regras para classificação: 1º pontos; 2º saldo de gols; 3º gols pró.
(C) = Campeão; (R) = Rebaixado; (P) = Promovido; (O) = Vencedor do play-off; (A) = Classificado para a próxima fase. 
Somente aplicável se a temporada não tiver terminado: 
(Q) = Classificado para a fase do torneio indicada; (TQ) = Classificado para o torneio, mas não para a fase indicada; (DQ) = Desclassificado do torneio.

Grupo C
| # | Equipa         | J | V | E | D | GP | GC | SG | Pts | Classificação |
| - | -------------- | - | - | - | - | -- | -- | -- | --- | ------------- |
| 1 | Karketu        | 4 | 3 | 0 | 1 | 7  | 2  | +5 | 9   | Classificados |
| 2 | Sporting       | 4 | 3 | 0 | 1 | 9  | 4  | +5 | 9   | Classificados |
| 3 | Porto Taibesse | 4 | 2 | 1 | 1 | 8  | 5  | +3 | 7   | Eliminados    |
| 4 | Aitana         | 4 | 1 | 0 | 3 | 6  | 13 | −7 | 3   | Eliminados    |
| 5 | Académica      | 4 | 0 | 1 | 3 | 4  | 10 | −6 | 1   | Eliminados    |

Fonte: [carece de fontes?]
Regras para classificação: 1º pontos; 2º saldo de gols; 3º gols pró.
(C) = Campeão; (R) = Rebaixado; (P) = Promovido; (O) = Vencedor do play-off; (A) = Classificado para a próxima fase. 
Somente aplicável se a temporada não tiver terminado: 
(Q) = Classificado para a fase do torneio indicada; (TQ) = Classificado para o torneio, mas não para a fase indicada; (DQ) = Desclassificado do torneio.

Grupo D
| # | Equipa     | J | V | E | D | GP | GC | SG  | Pts | Classificação |
| - | ---------- | - | - | - | - | -- | -- | --- | --- | ------------- |
| 1 | SL Benfica | 4 | 4 | 0 | 0 | 22 | 2  | +20 | 12  | Classificados |
| 2 | Boavista   | 4 | 2 | 1 | 1 | 8  | 5  | +3  | 7   | Classificados |
| 3 | Emmanuel   | 4 | 1 | 1 | 2 | 4  | 9  | −5  | 4   | Eliminados    |
| 4 | Kablaki    | 4 | 1 | 0 | 3 | 3  | 11 | −8  | 3   | Eliminados    |
| 5 | Lica-Lica  | 4 | 0 | 2 | 2 | 5  | 15 | −10 | 2   | Eliminados    |

Fonte: [carece de fontes?]
Regras para classificação: 1º pontos; 2º saldo de gols; 3º gols pró.
(C) = Campeão; (R) = Rebaixado; (P) = Promovido; (O) = Vencedor do play-off; (A) = Classificado para a próxima fase. 
Somente aplicável se a temporada não tiver terminado: 
(Q) = Classificado para a fase do torneio indicada; (TQ) = Classificado para o torneio, mas não para a fase indicada; (DQ) = Desclassificado do torneio.

## Fase Final
A terceira fase da competição iniciou-se em 15 de outubro. Todos os jogos das quartas-de-final foram realizados no Estádio do Café, em Gleno.
|  | Quartas de final      | Quartas de final     |                      |   | Semifinais | Semifinais |  |  | Final | Final |
|  |                       |                      |                      |   |            |            |  |  |       |       |
|  | 15 de outubro – Gleno |                      |                      |   |            |            |  |  |       |       |
|  |                       |                      |                      |   |            |            |  |  |       |       |
|  | Lalenok United        | 6                    |                      |   |            |            |  |  |       |       |
|  | Lalenok United        | 6                    | 20 de outubro – Díli |   |            |            |  |  |       |       |
|  | Marca                 | 0                    |                      |   |            |            |  |  |       |       |
|  | Marca                 | 0                    | Lalenok United       | 3 |            |            |  |  |       |       |
|  | 17 de outubro – Gleno |                      | Lalenok United       | 3 |            |            |  |  |       |       |
|  |                       | Boavista             | 2                    |   |            |            |  |  |       |       |
|  | Karketu               | Boavista             | 2                    | 0 |            |            |  |  |       |       |
|  | Karketu               |                      | 25 de outubro – Díli | 0 |            |            |  |  |       |       |
|  | Boavista              | 1                    |                      |   |            |            |  |  |       |       |
|  | Boavista              | 1                    | Lalenok United       | 2 |            |            |  |  |       |       |
|  | 16 de outubro – Gleno |                      | Lalenok United       | 2 |            |            |  |  |       |       |
|  |                       | SL Benfica           | 1                    |   |            |            |  |  |       |       |
|  | SL Benfica            | SL Benfica           | 1                    | 6 |            |            |  |  |       |       |
|  | SL Benfica            | 21 de outubro – Díli |                      | 6 |            |            |  |  |       |       |
|  | Sporting              | 3                    |                      |   |            |            |  |  |       |       |
|  | Sporting              | 3                    | SL Benfica           | 2 |            |            |  |  |       |       |
|  | 18 de outubro – Gleno |                      | SL Benfica           | 2 |            |            |  |  |       |       |
|  |                       | Assalam              | 0                    |   |            |            |  |  |       |       |
|  | Ponta Leste           | Assalam              | 0                    | 0 |            |            |  |  |       |       |
|  | Ponta Leste           |                      |                      | 0 |            |            |  |  |       |       |
|  | Assalam               | 1                    |                      |   |            |            |  |  |       |       |
|  | Assalam               | 1                    |                      |   |            |            |  |  |       |       |

### Disputa do 3º Lugar
| 24 de outubro de 2020 | Boavista | 8 - 1     | Assalam           | Estádio Nacional de Timor-Leste |
| 15:00 UTC+9           | Edit Savio 11', 48', 55', 73' · Orcelio da Silva 14' · Nelson Viegas 17' · Boateng Appiah 41' · Olegario Boavida 79' | Relatório | Hasan Ramos 45+2' |                                 |

### Partida Final
| 25 de outubro de 2020 | FC Lalenok United (C)                          | 2 - 1     | SL Benfica          | Estádio Nacional de Timor-Leste |
| 15:00 UTC+9           | Elias Mesquita 28' · Fabio Christian 83' (Pen) | Relatório | Cornelio Portela 8' |                                 |

## Premiação
| Copa FFTL de 2020                     |
| Timor-Leste                           |
| ------------------------------------- |
| FC Lalenok United Campeão (1º título) |

### Artilheiros
| Ranking | Jogador           | Clube       | Golos |
| ------- | ----------------- | ----------- | ----- |
| 1       | Mouzinho de Lima  | SL Benfica  | 14    |
| 2       | Elias Mesquita    | Lalenok     | 9     |
| 2       | Silveiro Garcia   | Ponta Leste | 9     |
| 4       | Edit Savio        | Boavista    | 7     |
| 5       | Hermenio de Sousa | Lalenok     | 6     |
| 6       | Anizio Correia    | Ponta Leste | 5     |
| 6       | Kefi              | Boavista    | 5     |

### Hat-tricks
| Jogador          | Time        | Contra            | Resultado | Data           |
| ---------------- | ----------- | ----------------- | --------- | -------------- |
| Silveiro Garcia  | Ponta Leste | Atlético Ultramar | 4-1       | 21 de agosto   |
| Mouzinho de Lima | Ponta Leste | Marca FC          | 7-0       | 30 de agosto   |
| Anizio Correia   | Ponta Leste | Marca FC          | 7-0       | 30 de agosto   |
| Mouzinho de Lima | SL Benfica  | Emmanuel FC       | 6-0       | 19 de setembro |
| Mouzinho de Lima | SL Benfica  | Lica-Lica         | 9-0       | 4 de outubro   |
| Mouzinho de Lima | SL Benfica  | Sporting          | 6-3       | 16 de outubro  |
| Edit Savio       | Boavista    | Assalam           | 8–1       | 24 de outubro  |

### Prêmios
| Prêmio Top Scorer (artilheiro)    | Prêmio Melhor Goleiro       | Prêmio Melhor Jogador         |
| --------------------------------- | --------------------------- | ----------------------------- |
| TLS Mouzinho de Lima (SL Benfica) | TLS Andrew Mensah (Assalam) | TLS Julião Mendonça (Lalenok) |
| US$ 1.000 + TV 32"                | US$ 1.300                   | US$ 1.300                     |

## Ligações Externas
- Página oficial - no Facebook